# Веслинген
Веслинген (фр. Weislingen) — коммуна на северо-востоке Франции в регионе Гранд-Эст (бывший Эльзас — Шампань — Арденны — Лотарингия), департамент Нижний Рейн, округ Саверн, кантон Ингвиллер. До марта 2015 года коммуна административно входила в состав упразднённого кантона Дрюлинген (округ Саверн).
Площадь коммуны — 7,01 км², население — 568 человек (2006) с тенденцией к стабилизации: 550 человек (2013), плотность населения — 78,5 чел/км².

## Население
Население коммуны в 2011 году составляло 563 человека, в 2012 году — 556 человек, а в 2013-м — 550 человек.
| 1962 | 1968 | 1975 | 1982 | 1990 | 1999 | 2006 | 2008 | 2011 | 2012 | 2013 |
| ---- | ---- | ---- | ---- | ---- | ---- | ---- | ---- | ---- | ---- | ---- |
| 595  | 652  | 633  | 605  | 534  | 582  | 568  | 565  | 563  | 556  | 550  |

Динамика населения:

## Экономика
В 2010 году из 342 человек трудоспособного возраста (от 15 до 64 лет) 246 были экономически активными, 96 — неактивными (показатель активности 71,9 %, в 1999 году — 64,8 %). Из 246 активных трудоспособных жителей работали 219 человек (130 мужчин и 89 женщин), 27 числились безработными (10 мужчин и 17 женщин). Среди 96 трудоспособных неактивных граждан 31 были учениками либо студентами, 27 — пенсионерами, а ещё 38 — были неактивны в силу других причин.